# Mokhlos (illot)
Mokhlos (grec Μόχλος transcrit Mochlos o Mohlos) és una petita illa del Golf de Mirabello al nord-est de Creta, que té un jaciment arqueològic de l'època minoica. Hi ha proves que en aquells temps l'illa estava unida a la terra ferma i que era un port. Actualment el nom Mochlos també s'aplica al poblet que hi ha a Creta al davant de l'illa.

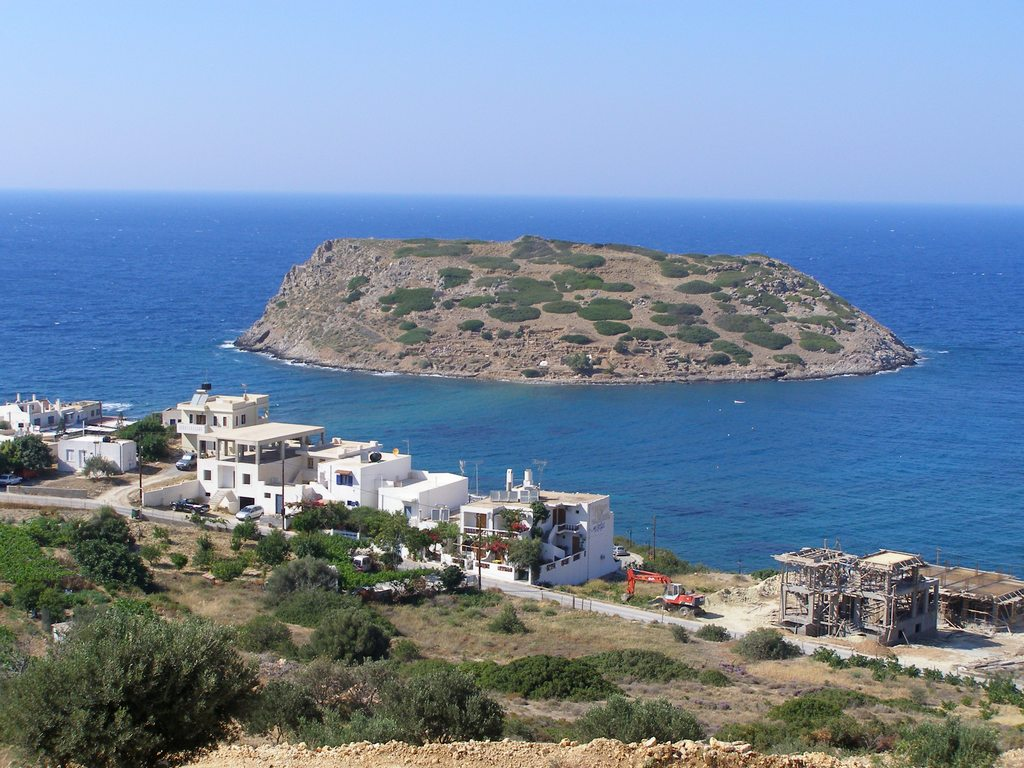
L'illot de Mokhlos amb les restes arqueològiques, en primer pla part del poble actual